# Бюро алкоголя, табака, огнестрельного оружия и взрывчатых веществ
Бюро алкоголя, табака, огнестрельного оружия и взрывчатых веществ (англ. Bureau of Alcohol, Tobacco, Firearms and Explosives), сокр. АТО или АТФ (англ. ATF или BATFE) — федеральное агентство Министерства юстиции США, в обязанности которого входит расследование и предотвращение преступлений, связанных с незаконным использованием, производством и хранением огнестрельного оружия и взрывчатых веществ. В компетенцию агентства входит расследование террористических актов, поджогов и взрывов, а также контроль за незаконным оборотом алкогольной и табачной продукции. АТФ выполняет функции лицензионного агентства для продажи, хранения и транспортирования огнестрельного оружия, боеприпасов и взрывчатых веществ, а также торговли ими на территории США. В АТФ работает около 5000 человек, годовой бюджет в 2012 году составил 1,2 миллиарда долларов.

## История создания
Бюро было основано в 1886 году под названием Лаборатория прибылей и входило в Департамент казначейства Соединённых Штатов. В 1920 году с внедрением «сухого закона» бюро получило название Бюро сухого закона и стало независимым агентством в составе Министерства финансов США. Позже, в 1933 году бюро было переведено в Министерство юстиции и на некоторое время стало подразделением ФБР.
Когда закон Волстеда о внедрении «сухого закона» был отменён в декабре 1933 года, бюро возвращено в подчинение Министерства финансов под названием Подразделение налогообложения алкоголя в департаменте казначейства. В 1942 году подразделению были предоставлены новые полномочия для контроля за соблюдением федеральных законов об огнестрельном оружии. В 1968 году был принят закон о контроле за использованием огнестрельного оружия и агентство вновь сменило своё название — было переименовано в Бюро алкоголя, табака и огнестрельного оружия и подчинено казначейству. В 1970 году Конгресс принял Закон о контроле за оборотом взрывчатых веществ и передал полномочия для контроля над его внедрением в АТФ.
После теракта 11 сентября 2001 года был создан Департамент внутренней безопасности и АТФ переведено из Министерства финансов в Министерство юстиции и название снова поменялось на Бюро алкоголя, табака, оружия и взрывчатых веществ, хотя аббревиатура АТФ употребляется и до сих пор.
В 2011 году в отставку был отправлен глава бюро Кеннет Мелсон после провала операции «Быстро и яростно», направленной на перекрытие каналов контрабанды огнестрельного оружия в Мексику, и разразившегося после этого скандала, связанного с продажей оружия членам мексиканских банд. Заместитель главы бюро Уильям Гувер был снят со своей должности и переведён на другой пост, но через год, 31 июля 2012 года ушёл в отставку после того, как конгрессмены из Республиканской партии в своём докладе возложили на него, Мелсона и ещё троих сотрудников вину в провале операции и разразившемся скандале. Подробности операции изложил федеральный агент Джон Додсон в своей книге, которую в 2013 году запретили к публикации в США из-за моральных соображений.

Флаг
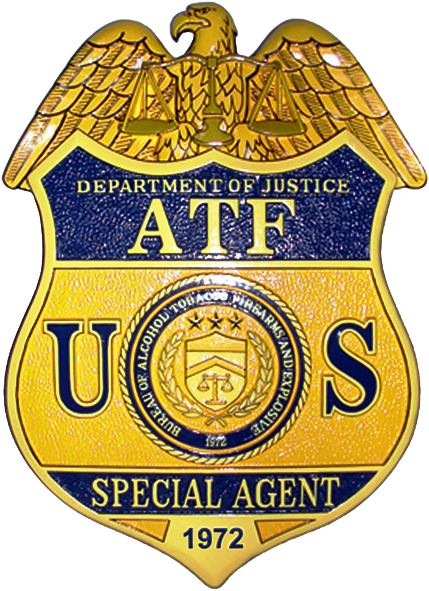
Значок
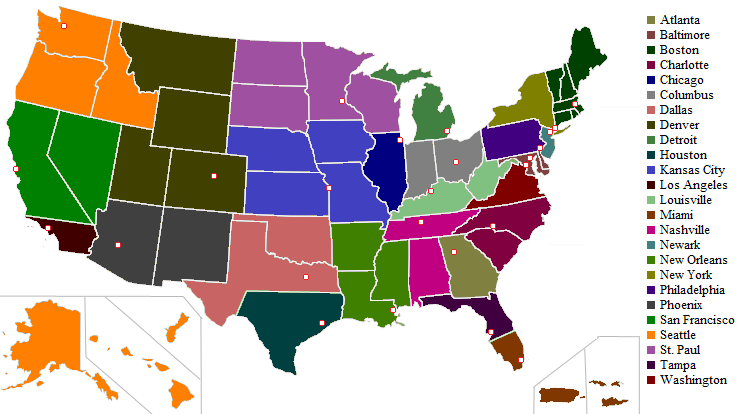
Карта территориальных отделов